# Juan Maldacena
Juan Martín Maldacena (ur. 10 września 1968 w Buenos Aires) – argentyński fizyk teoretyk, profesor w Institute for Advanced Study (IAS) w Princeton od 2001 roku.
Maldacena zasłynął badaniami nad teorią strun. Odkrył korespondencję AdS/CFT – jedną z realizacji zasady holograficznej.

## Nagrody
- 1999: MacArthur Fellowship,
- 2007: Dannie Heineman Prize for Mathematical Physics,
- 2008: Medal Diraca (ICTP),
- 2012: Nagroda Fizyki Fundamentalnej,
- 2018: Medal Lorentza[2].
- 2019: Medal Galileusza